# Liste der Kulturdenkmäler in Kerschenbach (Eifel)
In der Liste der Kulturdenkmäler in Kerschenbach sind alle Kulturdenkmäler der rheinland-pfälzischen Ortsgemeinde Kerschenbach aufgeführt. Grundlage ist die Denkmalliste des Landes Rheinland-Pfalz (Stand: 17. Juli 2023).

## Einzeldenkmäler
| Bezeichnung                        | Lage                      | Baujahr                   | Beschreibung | Bild                           |
| ---------------------------------- | ------------------------- | ------------------------- | --- | ------------------------------ |
| Wohnhaus                           | Ormonter Straße 4 Lage    | 1777                      | Wohnhaus einer Hofanlage, bezeichnet 1777                                                                                 | weitere Bilder Fotos hochladen |
| Katholische Filialkirche St. Lucia | Ormonter Straße 10 Lage   |                           | spätgotischer Saalbau, mehrfach verändert (unter anderem 1681); Kirchhof, Grabkreuze in der Umfassungsmauer; Gesamtanlage | weitere Bilder Fotos hochladen |
| Wohnhaus                           | Stadtkyller Straße 1 Lage | Ende des 18. Jahrhunderts | Fachwerkhaus einer Hofanlage, teilweise massiv, Krüppelwalmdach, wohl vom Ende des 18. Jahrhunderts                       | weitere Bilder Fotos hochladen |
| Wohnhaus                           | Stadtkyller Straße 6 Lage | 1623                      | eingeschossiger Putzbau                                                                                                   | weitere Bilder Fotos hochladen |